# Hada deliciosa
Hada deliciosa là một loài bướm đêm trong họ Noctuidae.